# Heinz Günther Guderian
|  | Denne artikel omhandler den berømte general Guderians søn. For faderen, se Heinz Guderian. |
Heinz Günther Guderian (23. august 1914 – 25. september 2004) var en tysk Wehrmacht officer og senere en generalmajor og inspektør for pansertropperne i det vesttyske Bundeswehr og NATO. Han var søn af Heinz Guderian, den berømte general i 2. Verdenskrig.
Heinz Günther Guderian gik ind i den tyske hær som officerskadet den 1. april 1933. Han blev forfremmet til sekondløjtnant i 1935 og fungerede som delingsfører, bataljons og regimentsadjudant og kompagnichef i panserregiment 1 og 35. Han var i kamp under felttoget i Polen (1939) og blev såret to gange under Slaget om Frankrig i 1940. Han tog eksamen fra Generalstabsskolen i 1942 og fungerede som stabsofficer i forskellige pansrede enheder indtil han blev operationsofficer for 116. panserdivision i maj 1942, en stilling han beholdt indtil krigens slutning.
Efter grundlæggelsen af Bundeswehr vendte Guderian tilbage til hæren og fik kommandoen over "Panzerbattalion 3" (senere 174) og senere "Panzerbrigade 14". Han gjorde også tjeneste på en række stabsposter og sluttede af med at være inspektør for pansertropperne, en stilling hans far havde beklædt under 2. verdenskrig. Han gik på pension i 1974.
Guderians udmærkelser omfatter Jernkorset af 2. og 1. klasse, Jernkorsets ridderkors, Verwundetenabzeichen i sølv. Efter krigen fik han bl.a. Forbundsrepublikken Tysklands store kors.
Guderian skrev bogen From Normandy to the Ruhr: With the 116th Panzer Division in WWII (The Aberjona Press, 2001) ISBN 0-9666389-7-2